# Sierra del Laurel
La Sierra del Laurel es una prolongación de la Sierra Fría y la Sierra Madre Occidental, con altitudes máximas de 2,760 m s. n. m., ubicada entre los municipios de Calvillo, Aguascalientes y Jesús María . Con área de 8,400 hectáreas de bosque y selva de clima templado subhúmedo con lluvias en verano de media y menor humedad.